# 屏風山広域農道
屏風山広域農道（びょうぶさんこういきのうどう）は、青森県西津軽郡鰺ヶ沢町から五所川原市市浦に至る広域農道であり、“メロンロード”という愛称がある。

## 概要
鰺ヶ沢町北浮田町で津軽中部広域農道（通称:やまなみロード）から連続、国道101号から分岐し、つがる市を経由して五所川原市市浦で青森県道12号鰺ケ沢蟹田線に合流する路線である。
当路線は、長い坂や途中数か所の急カーブがあるものの、全線でほぼ並行する県道12号（バイパス区間除く）より道幅が広い。

### 路線データ
- 冬季閉鎖区間 : 12月1日から3月31日の期間は、連続する津軽中部広域農道と同様に冬季閉鎖される。

## 地理

### 交差する道路
鰺ヶ沢側より
- 津軽中部広域農道（通称:やまなみロード・連続）
- 国道101号（分岐）
- 青森県道185号出来島丸山線（交差）
- 青森県道228号高山稲荷神社線（交差）
- 青森県道12号鰺ケ沢蟹田線（合流）

### 路線周辺
周辺には、メロン畑・スイカ畑や多くの沼・池および湿地などが点在する。